# Hottendorf

Lage der Ortschaft Hottendorf in Gardelegen

Hottendorf ist ein Ortsteil der gleichnamigen Ortschaft der Hansestadt Gardelegen im Altmarkkreis Salzwedel in Sachsen-Anhalt.

## Geographie
Hottendorf, ein Straßendorf mit Kirche, liegt neun Kilometer östlich von Gardelegen am Lausebach (früher Laugebach genannt) und unmittelbar an der Colbitz-Letzlinger Heide in der Altmark.

## Geschichte

### Mittelalter bis Neuzeit
Die erste urkundliche Erwähnung von Hottendorf stammt aus dem Jahre 1340 als Hoddendorp, als Otto, Erzbischof zu Magdeburg, das Dorf dem Kloster Neuendorf schenkte. Im Jahre 1457 wurde ein wüstes Dorf hoddendorpe genannt. Weitere Nennungen sind 1573 Hoddendorff, 1686 Holdendorff und Hoddendorff. Wilhelm Zahn schreibt 1909: „Das alte Dorf besaß auch eine Kirche, deren Trümmer sich erhalten haben.“
Im Jahr 1750 wird die wüste Feldmark sechs französischen und zwei württembergischen reformierten Familien überlassen, die ein Kolonistendorf gründeten. Im Jahre 1804 wird es bereits Hottendorf genannt, Bratring schreibt: eigentlich Hugonottendorf. Zahn meint dazu: „Da der Name des alten Dorfes, nach dem sich eine reiche in Gardelegen und Stendal im Mittelalter ansässige Familie genannt hatte, in Vergessenheit geraten war, glaubte man den Namen nun auf die reformierten Kolonisten zurückzuführen müssen.“
Gegen Ende des Zweiten Weltkrieges im April 1945 wurden zehn unbekannte KZ-Häftlinge auf dem Ortsfriedhof begraben. Wachleute von SS und Wehrmacht hatten sie zuvor zusammen mit anderen Häftlingen in einem Räumungstransport aus dem KZ Mittelbau-Dora bis nach Letzlingen verschleppt, danach zusammen mit lokalen Wehrmachts- und Volkssturmeinheiten zu Fuß auf einen Todesmarsch weitergetrieben und in der Umgebung von Hottendorf ermordet. Dieses nationalsozialistische Endphaseverbrechen steht im Zusammenhang mit dem Massaker von Gardelegen. Sechs der zehn Beigesetzten stammten aus dem Außenlager Langenstein-Zwieberge des KZ Buchenwald. Vier Beigesetzte, aus dem KZ Mittelbau-Dora bei Nordhausen, flohen während des Todesmarschs und versteckten sich in den Wäldern bei Hottendorf. Am 13. April 1945 wurden sie von Hitlerjungen gejagt und erschossen.
Ein örtliches Unternehmen wollte im Jahre 2018 eine Windkraftanlage für eine autarke Energieversorgung seines Kiessandtagebaus errichten. Aufgrund gesetzlicher Regelungen wurde dazu im Dezember 2018 eine Bürgerumfrage durchgeführt, in der sich die Mehrheit der teilnehmenden wahlberechtigten Bürger gegen die Anlage entschied. Ein weiterer Antrag wurde Ende 2021 eingereicht.

### Eingemeindungen
Ursprünglich gehörte das Dorf zum Tangermündeschen Kreis der Mark Brandenburg in der Altmark. Zwischen 1807 und 1810 lag es im Landkanton Gardelegen auf dem Territorium des napoleonischen Königreichs Westphalen. Ab 1816 gehörte die Gemeinde zum Kreis Gardelegen, dem späteren Landkreis Gardelegen.
Seit dem 30. September 1928 gehört die ehemalige Exklave Luthäne zu Hottendorf, die vorher zum Gutsbezirk Lindstedt gehörte.
Ab dem 25. August 1952 gehörte die Gemeinde Hottendorf zum Kreis Gardelegen. Am 1. Juli 1994 wurde Hottendorf in den Altmarkkreis Salzwedel umgegliedert. Am 1. Januar 2011 wurde die bis dahin selbstständige Gemeinde mit dem zugehörigen Wohnplatz Luthäne zusammen mit 17 weiteren Gemeinden per Landesgesetz in die Hansestadt Gardelegen eingemeindet. Der Stadtrat Gardelegen beschloss in der Ortschaftsverfassung für die ehemalige Gemeinde Hottendorf die Einführung eines Ortschaftsrates mit 3 Mitgliedern einschließlich Ortsbürgermeister.

### Einwohnerentwicklung
| Jahr | Einwohner |
| ---- | --------- |
| 1772 | 067       |
| 1790 | 097       |
| 1798 | 101       |
| 1801 | 097       |
| 1818 | 085       |
| 1840 | 148       |

| Jahr | Einwohner |
| ---- | --------- |
| 1864 | 208       |
| 1871 | 235       |
| 1885 | 258       |
| 1892 | [00]258   |
| 1895 | 255       |
| 1900 | [00]234   |

| Jahr | Einwohner |
| ---- | --------- |
| 1905 | 256       |
| 1910 | [00]256   |
| 1925 | 289       |
| 1939 | 317       |
| 1946 | 511       |
| 1964 | 370       |

| Jahr | Einwohner |
| ---- | --------- |
| 1971 | 357       |
| 1981 | 313       |
| 1993 | 303       |
| 2006 | 288       |
| 2009 | 267       |
| 2012 | [00]248   |

| Jahr | Einwohner |
| ---- | --------- |
| 2016 | 241       |
| 2021 | [0]229    |
| 2022 | [0]222    |

Quelle, wenn nicht angegeben, bis 2006:

## Religion
- Die heutige evangelische Kirchengemeinde gehörte ursprünglich zur kombinierten Pfarrei Hottendorf, die zur Pfarrei Trüstedt gehörte.[19] Im Jahre 2000 kam die Gemeinde zum neu gebildeten Kirchspiel Kloster Neuendorf,[3] das heute betreut wird vom Pfarrbereich Kloster Neuendorf im Kirchenkreis Salzwedel im Propstsprengel Stendal-Magdeburg der Evangelischen Kirche in Mitteldeutschland.[20]
- Im Jahre 1750 war mit der Kolonie eine reformierte Kirchengemeinde entstanden. Ab 1708 wurde sie als Filia der Mutterkirche Trüstedt zugeordnet.[21] Die Predigerstelle in Trüstedt war 1702 französisch-reformiert, später deutsch-reformiert, ab 1827 uniert.[22] Historische Überlieferungen in Kirchenbüchern für Hottendorf selbst entstanden erst 1891, davor sind Angaben in den Büchern von Trüstedt zu finden.[23]
- Die katholischen Christen gehören zur Pfarrei St. Hildegard in Gardelegen im Dekanat Stendal im Bistum Magdeburg.[24]

## Politik

### Ortsbürgermeister
Ortsbürgermeister für die Ortschaft Hottendorf ist Christin Busch.

## Kultur und Sehenswürdigkeiten
- Die evangelische Dorfkirche Hottendorf ist ein neugotischer Backsteinbau aus den Jahren 1886/87.[25]
- Der Friedhof des Dorfes befindet sich am westlichen Ortsausgang.
- Auf dem Friedhof befinden sich zwei Blöcke mit Gräbern von 10 unbekannten ermordeten Häftlingen aus dem Konzentrationslager Mittelbau-Dora.[26]

## Wirtschaft
Im Ort gibt es eine Milchviehanlage, einen Landwirtschaftsbetrieb und in der Nähe ein Beton- und Kieswerk.
Südlich von Hottendorf liegt der „Munitionslager- und Zerlegebetrieb Hottendorf“ (auch MLZB Hottendorf), der eine Außenstelle des Kampfmittelbeseitigungsdienstes von Sachsen-Anhalt ist. Dort wurden mit modernen Anlagen Tausende von Tonnen an Kampfmitteln vernichtet.

## Verkehr
Das Dorf liegt an der B 188 von Gardelegen nach Stendal.
Es verkehren Linienbusse und Rufbusse der Personenverkehrsgesellschaft Altmarkkreis Salzwedel.